# Fresh Evidence
Fresh Evidence è l'undicesimo e ultimo album in studio del musicista irlandese Rory Gallagher, pubblicato nel 1990.

## Tracce
Side 1
1. Kid Gloves – 5:40
2. The King of Zydeco – 3:43
3. Middle Name – 4:15
4. Alexis – 4:07
5. Empire State Express – 5:08

Side 2
1. Ghost Blues – 8:01
2. Heaven's Gate – 5:09
3. The Loop – 2:23
4. Walkin' Wounded – 5:09
5. Slumming Angel – 3:40

## Formazione
- Rory Gallagher – voce, chitarre, dulcimer, sitar elettrico, mandolino
- Gerry McAvoy – basso
- Brendan O'Neill – batteria
- John Cooke – tastiere
- Lou Martin – piano
- Mark Feltham – armonica
- Geraint Watkins – fisarmonica
- John Earle – sassofono
- Ray Beavis – sassofono
- Dick Hanson – tromba